# Pictou Road
Pictou Road – zatoka (reda) Zatoki Świętego Wawrzyńca w kanadyjskiej prowincji Nowa Szkocja, w hrabstwie Pictou, na północ od New Glasgow, obszar wejściowy do Pictou Harbour, oddzielony od tegoż przesmykiem między piaszczystą kosą Lighthouse Beach a plażą Lowdens Beach, z drugiej strony kraniec wyznacza linia między przylądkami Mackenzie Head a Logans Point.